# Arabia Saudyjska na Mistrzostwach Świata w Lekkoatletyce 2013
Arabia Saudyjska na Mistrzostwach Świata w Lekkoatletyce 2013 – reprezentacja Arabii Saudyjskiej podczas czempionatu w Moskwie liczyła 10 zawodników.

## Występy reprezentantów Arabii Saudyjskiej

### Konkurencje biegowe
| Konkurencja                 | Zawodnik | Runda 1  | Runda 1 | Półfinał     | Półfinał | Finał    | Finał   |
| Konkurencja                 | Zawodnik | Rezultat | Pozycja | Rezultat     | Pozycja  | Rezultat | Pozycja |
| --------------------------- | --- | -------- | ------- | ------------ | -------- | -------- | ------- |
| Bieg na 400 m mężczyzn      | Youssef Masrahi | 45,39    | 12. Q   | 44,61 (NR)   | 2. Q     | 44,97    | 6.      |
| Bieg na 800 m mężczyzn      | Abdulaziz Ladan Mohammed                                                                                                 | 1:45,94  | 5. Q    | 1:44,10 (PB) | 2. Q     | 1:46,57  | 8.      |
| Bieg na 1500 m mężczyzn     | Emad Noor | 3:41,68  | 29.     | NQ           | NQ       | NQ       | NQ      |
| Sztafeta 4 × 400 m mężczyzn | Ismail M.H Alsabani Youssef Masrahi Mohamed Ali Al-Bishi Mohammed Al-Salhi Fahhad Mohammed Al Subaie Bandar Atiyah Kaabi | 3:04,55  | 20.     | —            | —        | NQ       | NQ      |

### Konkurencje techniczne
| Konkurencja             | Zawodnik                     | Eliminacje | Eliminacje | Finał    | Finał   |
| Konkurencja             | Zawodnik                     | Rezultat   | Pozycja    | Rezultat | Pozycja |
| ----------------------- | ---------------------------- | ---------- | ---------- | -------- | ------- |
| Pchnięcie kulą mężczyzn | Sultan Abdulmajeed Al-Hebshi | 19,22      | 18.        | NQ       | NQ      |
| Rzut dyskiem mężczyzn   | Sultan Mubarak Al-Dawoodi    | 55,94      | 30.        | NQ       | NQ      |